# Nioh
Nioh (仁王, Niō, lit. rei benevolente) é um jogo eletrônico de RPG de ação desenvolvido pela Team Ninja e publicado pela Koei Tecmo para o Playstation 4 e Windows PC.
Foi lançado em todo o mundo em fevereiro de 2017 para Playstation 4 sendo publicado pela Koei Tecmo no Japão e pela Sony Interactive Entertainment internacionalmente, a versão para Windows PC foi lançada em novembro de 2017 sendo publicada exclusivamente pela Koei Tecmo. A jogabilidade gira em torno de níveis de navegação e de derrotar monstros que infestaram uma área. Nioh ocorre no início de 1.600 durante uma versão ficcional do período Sengoku, quando o Japão estava no meio de uma guerra civil anterior à ascensão do xogunato Tokugawa. Um marinheiro chamado William, em busca de um inimigo, chega ao Japão e é alistado por Hattori Masanari, servo de Tokugawa Ieyasu, na derrota de yōkai que estão florescendo no caos da guerra.
O início do desenvolvimento do jogo começou em 2004 como um projeto multimídia baseado em um inacabado script de Akira Kurosawa, ele passou por várias revisões ao longo dos oito anos seguintes pelo produtor geral Kou Shibusawa que estava insatisfeito com o resultado. Foi dado o projeto a Team Ninja, e o desenvolvimento subsequente durou quatro anos. A história era baseada na vida do samurai ocidental histórico William Adams, embora embelezado com elementos sobrenaturais. O primeiro anuncio do jogo foi no ano em que começou o seu desenvolvimento, a informação tornou-se esporádica até 2015, quando foi anunciado como um exclusivo de PlayStation 4. As demos Alpha e Beta foram lançadas durante 2016, tanto para avaliar a reação do público ao título e fazer ajustes com base no feedback. Inicialmente programado para ser lançado em 2016, os ajustes empurraram o lançamento para o ano seguinte. Após a liberação, Nioh recebeu a aclamação da crítica, com a maioria dos críticos comparam-na à série de jogos eletrônicos Dark Souls.

## Enredo
O jogo abre com uma narração do protagonista William Adams
explicando a existência da Amrita, uma pedra mágica misteriosa descoberta pelos mongóis ao invadirem o Japão no século XII, a mesma é capaz de dar poderes sobrenaturais aos homens sendo capaz de transforma-los em Yokai, seres metade homem metade demônio do folclore japonês. Os ingleses descobriram a Amrita ao chegarem ao Japão e a utilizaram para derrotar a Invencível Armada da Espanha e a rainha Elizabeth I pretende utilizar a Amrita para que a Inglaterra se torne a maior potência do mundo.
Somos então apresentados ao protagonista William Adams, um marinheiro irlandês que na infância presenciou um massacre no seu vilarejo e sobreviveu graças ao seu espírito guardião Saorise, uma deusa celta da água que nasceu das orações de William por proteção e o concedeu imortalidade. William se encontra preso na torre de Londres por motivos desconhecidos, Saorise auxilia William na sua fuga e no caminho, William escuta uma conversa entre John Dee e Edward Kelley, Dee decide enviar Kelley para o Japão para o mesmo conseguir o máximo de Amrita possível e traze-la para a Inglaterra. Ao chegar no topo da torre, William encontra Edward e o mesmo diz que estava em busca de uma fonte ilimitada de poder e que ele acreditava que Saorise era o que ele buscava, William enfrenta Derrick, o carrasco da torre e o derrota, mas com o auxílio da alquimía de Kelley, Derrick renasce como um monstro mas é novamente derrotado por William com o auxílio de Saorise. Após a luta Edward consegue roubar Saorise de William usando sua magia Ouroboros e o mesmo é encurralado por vários soldados da torre, sem escolha, William se joga no mar.
A história da um salto de dois anos para Março de 1600, William embarcou em um navio para o Japão indo atrás de Edward Kelley com o objetivo de resgatar Saorise, William finalmente chega ao Japão, mas ao chegar percebe que o vilarejo onde desembarcou foi assaltado por piratas utilizando da Amrita, após matar vários piratas e Yokais, William encontra Hanzo Hattori, um ninja que sabe falar inglês e diz que foi enviado por seu mestre Ieyasu Tokugawa para buscar a ajuda de William na guerra contra o clã Toyotomi. Hanzo explica que o país estava em guerra após o falecimento de Hideyoshi Toyotomi e que os clãs estavam divididos entre aqueles que apoiavam o clã Toyotomi e aqueles que apoiavam o clã Tokugawa, William descobre que Edward Kelley havia se aliado com os Toyotomi e estava auxiliando Mitsunari Ishida. Sem muitas escolhas, William se alia com o clã Tokugawa e decide ajudar Hanzo.
Trabalhando para Ieyasu, William conhece a samurai Okatsu, essa que se torna seu interesse amoroso, Tenkai, um mago Onmyo misterioso que esconde seu rosto e sua aprendiz Fuku, William também passa a ser conhecido como Anjin Miura, já que os mesmos tinham dificuldade de pronunciar seu nome. Em suas missões, William é auxiliado por um Nekomata que explica para ele que as forças do bem e do mal se tornaram instáveis após o último século de guerras no Japão e o mesmo também permite que ele entenda japonês.
Durante suas missões, William cruza caminhos várias vezes com Kelley em situações que o mesmo finge ser Muneshige Tachibana, ressucita Nohime, a esposa de Nobunaga Oda na forma de uma Yuki-onna e rompe um selo de Amrita que impedia espíritos malignos de invadirem Kyoto, William consegue derrotar os espíritos e seu Nekomata se sacrifica para que Tenkai conseguisse tempo para restaurar o selo. Em outra situação, Kelley usa da Amrita para poder manipular os soldados de Tokugawa, incluindo Okatsu, William consegue tirar os soldados do controle e enfrenta Okatsu, após retirar a mesma do poder de Kelley, Okatsu conta para William que ela era uma filha ilegítima de Ieyasu e que ele havia matado sua própria família para conseguir poder e ela iria ser oferecida em casamento para Hideyoshi Toyotomi, mas ela fugiu de casa e se tornou uma kunoichi.
Durante a Batalha de Sekigahara, William ajuda o exército de Tokugawa e com o sucesso do ataque o exército de Mitsunari é forçado a recuar, frustraddo, Edward convence Mitsunari a realizar um ritual que ressucitaria 300 homens para criar um Gashadokuro que é derrotado por William com ajuda de Hanzo e Tenkai. William persegue Mitsunari que é transformado em um híbrido yokai por Edward, Tenkai o ajuda a retornar a forma humana e revela ser Mitsuhide Akechi, Mitsunari é capturado pelo exército de Tokugawa. William caça Edward, o encontrando tentando ressucitar Nobunaga Oda, Edward foge enquanto William enfrenta Yasuke, antigo guarda-costas de Nobunaga e o derrota. William chega ao topo do castelo de Nobunaga onde o mesmo encontra Edward e um Nobunaga ressucitado por magia, William enfrenta Nobunaga porém é derrotado, Edward ordena para Nobunaga matar William porém o mesmo se rebela e se recusa a matá-lo. Encurralado, Edward usa a magia Ourobouros e a energia de Saorise para ressucitar Yamata no Orochi,, William o derrota e por fim confronta um moribundo Edward Kelley, que diz que toda a Amrita que conseguiu já havia a caminho da Inglaterra e que mesmo morto concluiu seu objetivo. Após se reencontrar com Saorise, William se encontra com Hanzo que diz que tinha ordens para matá-lo, porém o mesmo poupa William e iria apenas informar Tokugawa que o mesmo havia sido morto em batalha, William e Saorise então desaparecem. Após a execução de Mitsunari, o clã Tokugawa estabelece seu domínio dando início ao período Edo, Ieyasu secretamente sabia que William estava vivo.
Três anos depois, William retorna a Inglaterra para confrontar John Dee, voltando a torre de Londres, William descobre que Edward Kelley na verdade era um Homúnculo criado por Dee e que era apenas um de vários criados pelo alquimista. Quando os dois se encontram, Dee oferece para que William o apoiasse em usar a Amrita para levar a Inglaterra a conquistar o mundo após a morte da rainha Elizabeth. Ao ouvir a negativa de William, Dee aciona um elevador secreto que os leva para uma sala subterrânea cheia de Amrita, Dee absorve toda a Amrita e se torna um ser chamado Mil Olhos. Wiliiam derrota Dee, o cegando e anulando suas habilidades. William tem uma visão de Hanzo morrendo durante o Cerco de Osaka e decide retornar ao Japão.
A história continua nas DLCs.